# Okoč
Okoč est un village de Slovaquie situé dans la région de Trnava.

## Histoire
Première mention écrite du village en 1268.

## Démographie

### Évolution de la population
| Année:               | 1994. | 2004.   | 2014.   | 2024.   |
| -------------------- | ----- | ------- | ------- | ------- |
| Nombre de personnes: | 3587  | 3752    | 3631    | 3661    |
| Différence:          |       | +4,59 % | -3,22 % | +0,82 % |

| Année:               | 2023. | 2024.   |
| -------------------- | ----- | ------- |
| Nombre de personnes: | 3672  | 3661    |
| Différence:          |       | -0,29 % |